# Nadleśnictwo Piaski
Nadleśnictwo Piaski – jednostka organizacyjna Lasów Państwowych podległa Regionalnej Dyrekcji Lasów Państwowych w Poznaniu, której siedziba znajduje się w Piaskach, w powiecie gostyńskim.
Powierzchnia nadleśnictwa wynosi 19 690,15 ha (w tym powierzchnia leśna 19 023,32 ha).